# Schloss Hohenlimburg

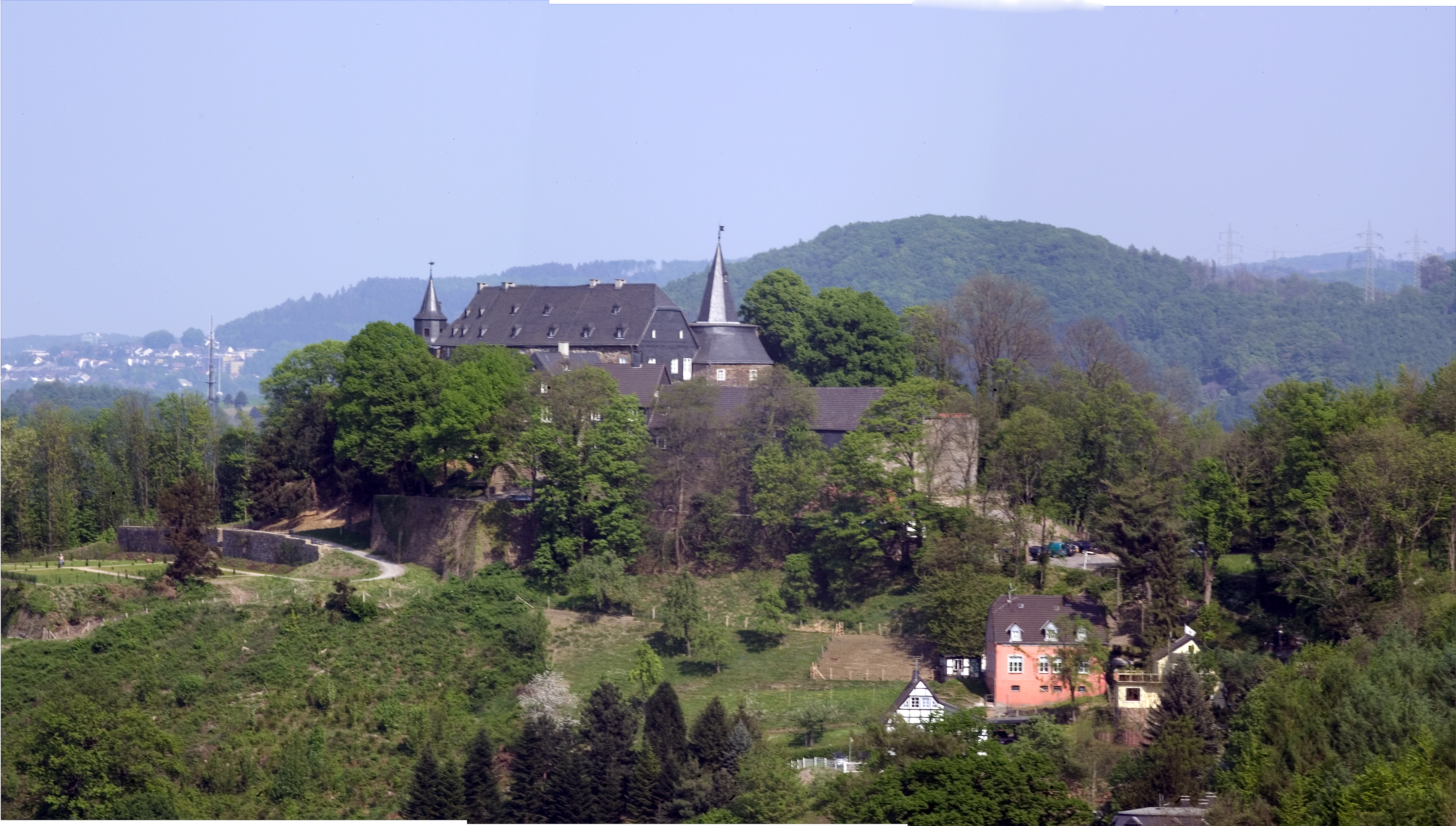
Blick auf Schloss Hohenlimburg bei Hagen, einst Residenz der Grafschaft Limburg

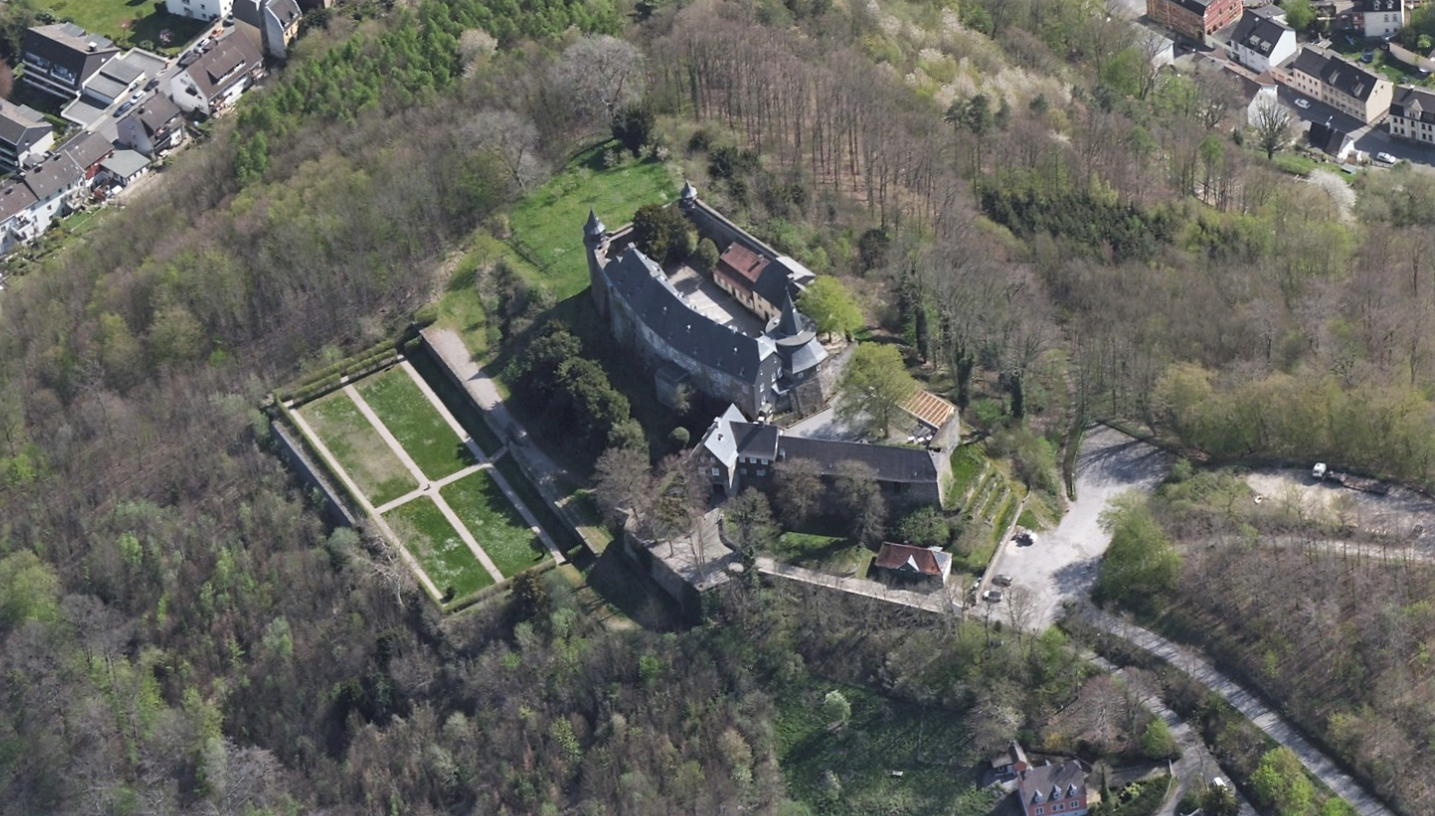
Luftbild des Schlosses

Das Schloss Hohenlimburg ist die einzige weitgehend im mittelalterlichen Originalzustand erhaltene Höhenburg in Westfalen. Gelegen auf dem Schlossberg von Hohenlimburg in Nordrhein-Westfalen, wird das Ensemble von Stadt und Schloss wegen seiner pittoresken Lage auch das Westfälische Heidelberg genannt. 1975 wurde die Stadt Hohenlimburg in die Stadt Hagen eingemeindet.
Die Anlage reicht auf das 13. Jahrhundert zurück. Bis 1807/08 bildete das Schloss den politischen Mittelpunkt und Verwaltungssitz der bis dahin bestehenden Grafschaft Limburg. Wesentliche Umbaumaßnahmen erfolgten gegen Mitte des 16. Jahrhunderts sowie in der ersten Hälfte des 18. Jahrhunderts, als das Schloss ein Sitz der Grafen von Bentheim-Tecklenburg war.
Nach 1816/17 bis 1830 diente das Schloss den Fürsten als Hauptresidenz; sie wurde anschließend wieder nach Schloss Rheda verlegt, welches bis heute Wohnsitz des Fürsten zu Bentheim-Tecklenburg ist; Schloss Hohenlimburg befindet sich ebenfalls in seinem Besitz.

## Lage

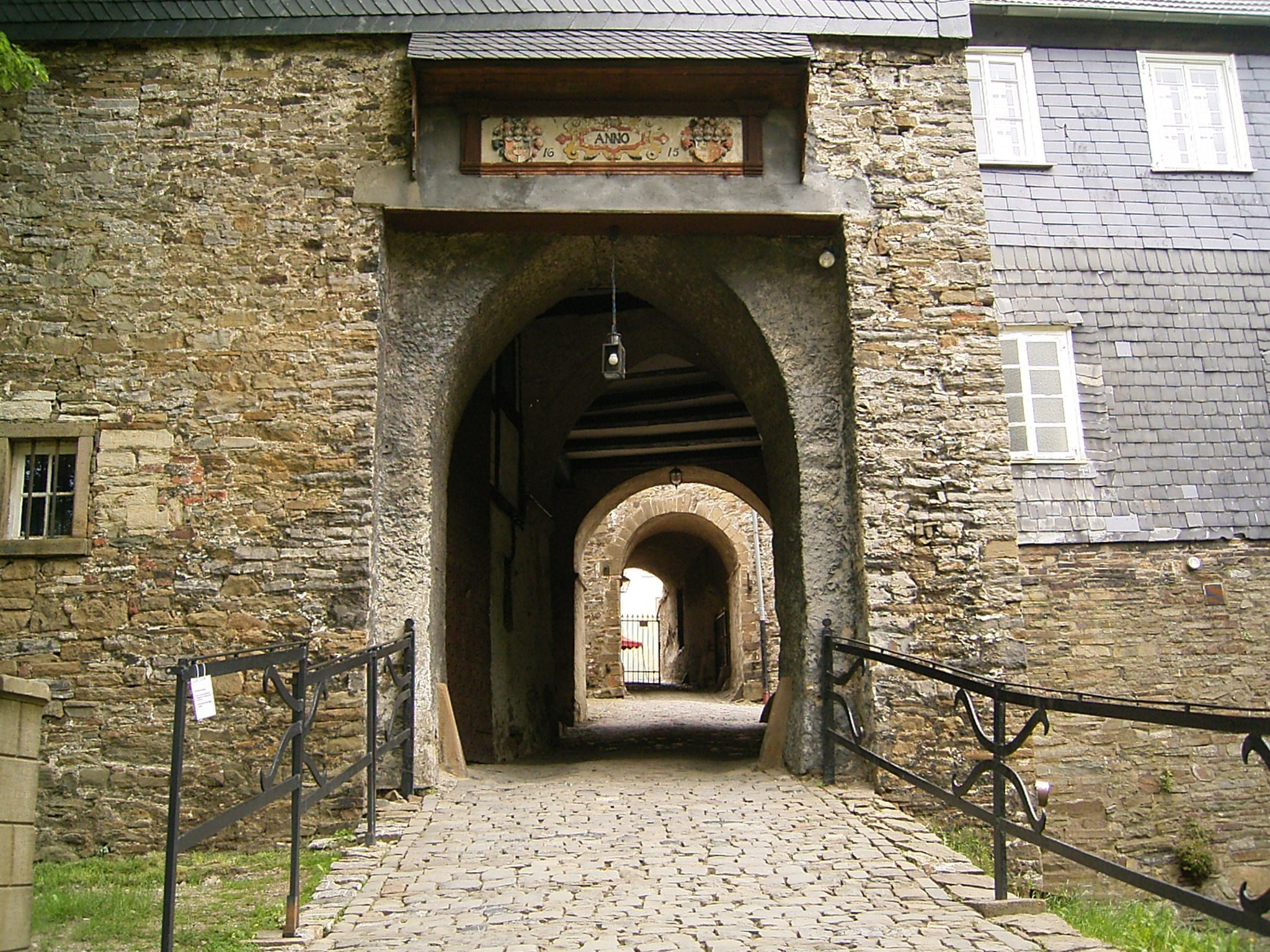
Blick durch die Torhäuser

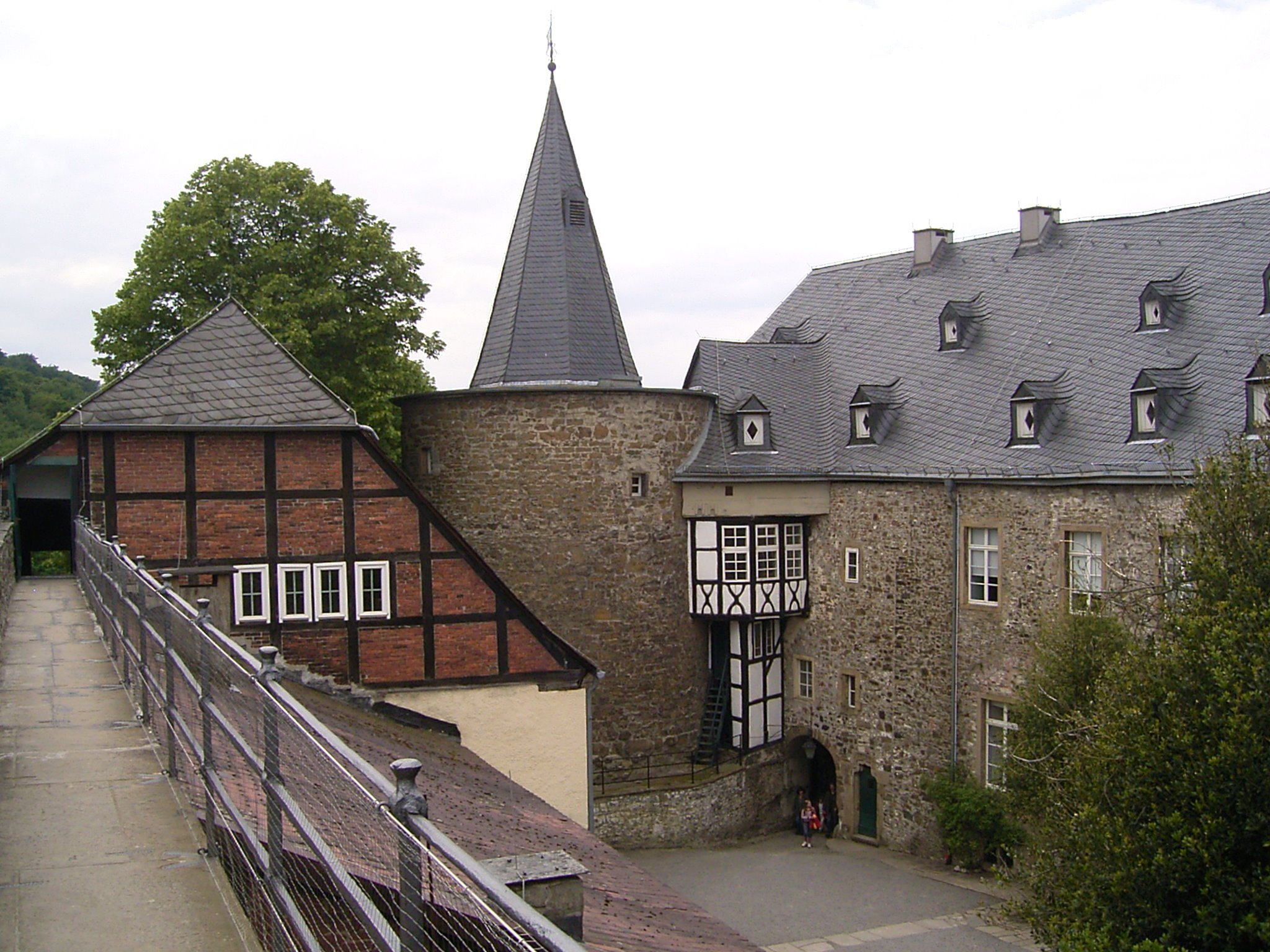
Schlosshof

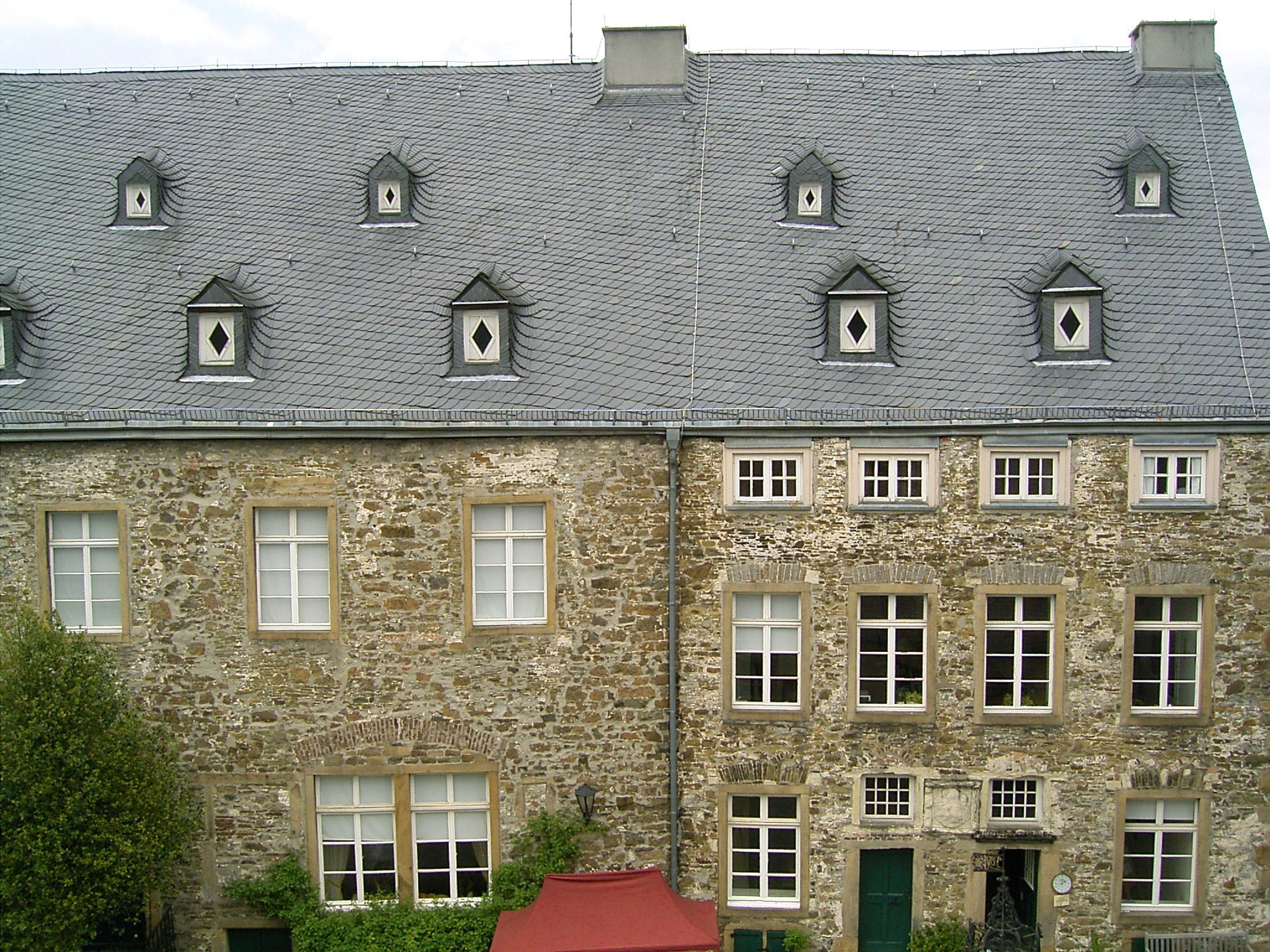
Hauptgebäude des Schlosses

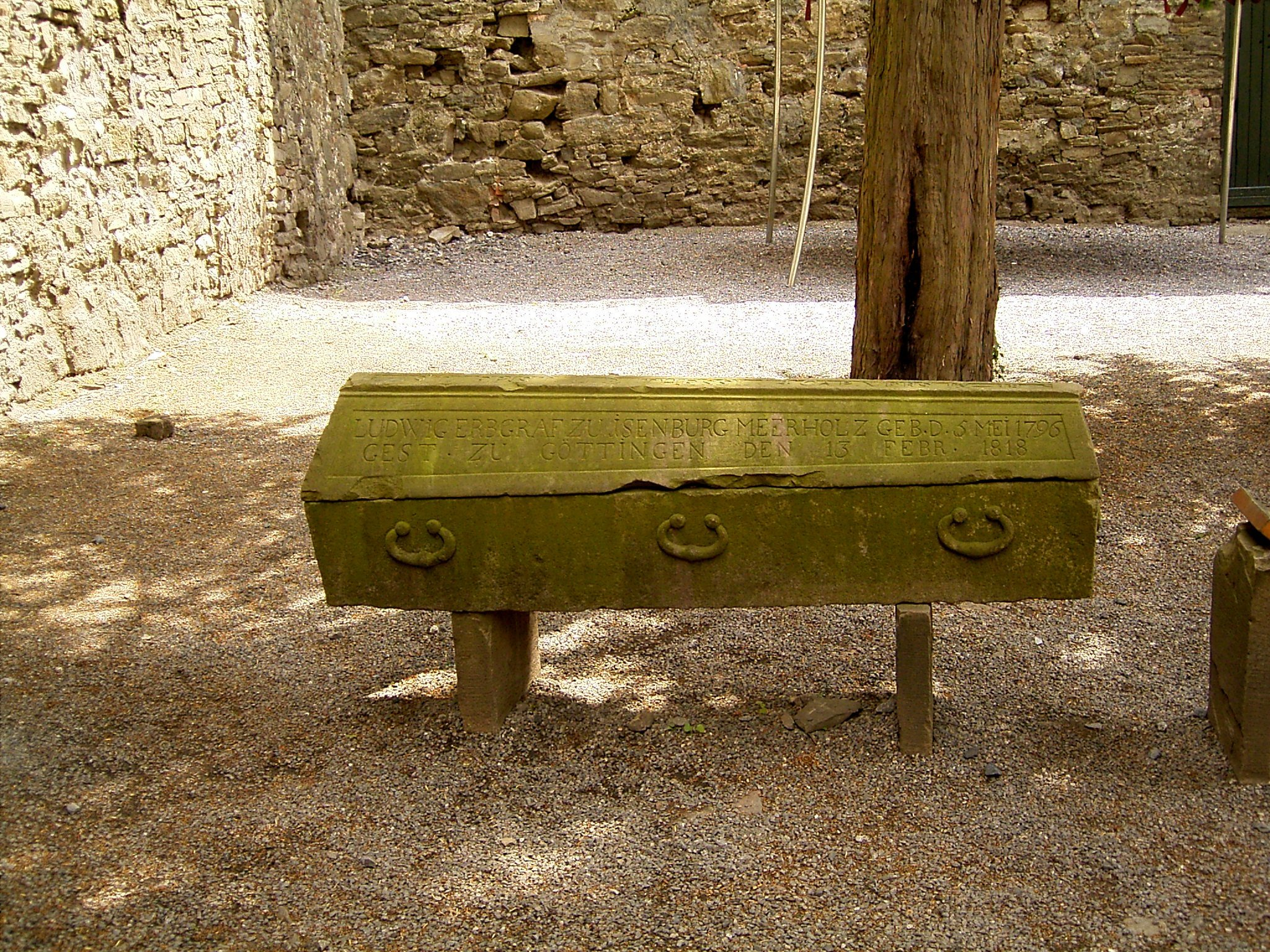
Ein Kenotaph im Burghof

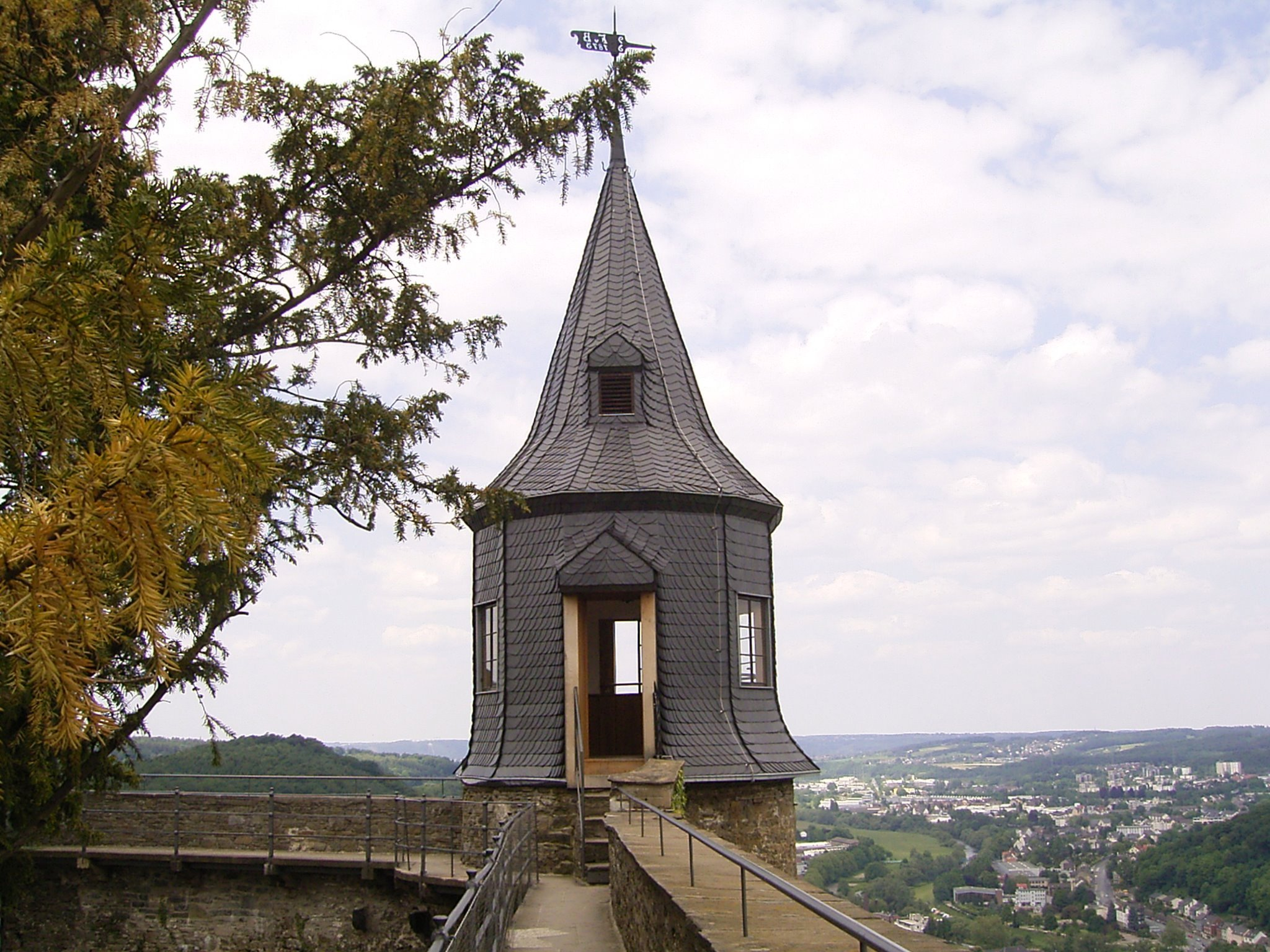
Neu gestalteter Wehrgang mit Aussicht auf Hohenlimburg

Das Schloss Hohenlimburg ist eine der wenigen noch weitgehend in der ursprünglichen Baugestalt erhaltenen Höhenburgen in Westfalen. Es befindet sich am Eingang zum Lennetal, das auf seinem Weg in das Sauerland weitere Burgen und Adelssitze aufweist. Das Schloss gehört zum Landschaftsschutzgebiet Stoppelberg.

## Geschichte
Graf Dietrich I. von Altena-Isenberg ließ die auf einem Bergsporn oberhalb des Lennetales liegende Burg um oder kurz nach 1240 errichten. Sie entwickelte sich im Verlauf des 13. Jahrhunderts zur Residenz der Stammlinie dieses Grafenhauses. Sie war auch die Keimzelle der Grafschaft Limburg, mit der sich der Erbe des hingerichteten Friedrich von Isenberg in einem Friedensvertrag mit den Grafen von der Mark am 1. Mai 1243 abfinden musste. Die Burg wurde im Jahre 1242 erstmals urkundlich erwähnt.
Einige Heimatforscher vermuten, dass Dietrich I. von Isenberg-Limburg zuvor eine palisadenumwehrte Wallburg errichten ließ, deren Reste sich heute etwa 400 m weiter südlich befinden, die Sieben Gräben auf dem Schleipenberg. Archäologische und schriftliche Quellen für diese Mutmaßungen gibt es allerdings nicht. Auch der Bautyp dieser Burg spricht eher für eine ältere Datierung. Zudem war es im Burgenbau des Mittelalters üblich, den vorgesehenen und am besten geeigneten Bauplatz für eine Burg zu befestigen, um keine Gegengründung an dieser Stelle durch z. B. gegnerische Truppen zu ermöglichen. Deshalb ist es wahrscheinlich, dass der Standort des heutigen Schlosses Hohenlimburg ebenfalls der Gründungsplatz der mittelalterlichen Limburg war.
Im Jahre 1288 eroberte Graf Eberhard I. von der Mark die Limburg. Im Jahr 1300 nahm der Ritter Sobbo de Svirte die Burg ein, doch gab er sie später an die Grafen von der Mark zurück. Erst 1304 erfolgt die Rückgabe der Limburg an Graf Dietrich III. von Limburg. In einer Fehde zwischen den Grafen von Limburg-Broich und den Grafen von Neuenahr, die den Besitz durch Heirat von dem letzten Vertreter der damals ausgestorbenen älteren Stammlinie des Grafenhause Limburg geerbt hatten, kam es 1459 zu einer Belagerung und Einnahme der Limburg durch Truppen der Grafen von Limburg aus dem Hause Broich und ihrer Verbündeten.
Seit 1460 teilten sich die Grafenhäuser Limburg-Broich und Neuenahr den Besitz, der im Fall Limburg-Broich zwischen 1509 und 1542 an den Grafen Wirich V. von Daun-Falkenstein fiel. Von 1542 bis 1589 waren die Grafen von Neuenahr alleinige Regenten, ab 1592 bis 1807/08 gehörten Schloss und Grafschaft zum Besitz der Grafen von Bentheim-Tecklenburg. Im Jahre 1584 wurde die Hohenlimburg und das Territorium von Kurkölnischen Truppen erobert und blieb bis 1610 besetzt.
Im Dreißigjährigen Krieg wurde die Hohenlimburg 1633 von kaiserlichen Truppen unter dem Generalwachtmeister Lothar Dietrich von Bönninghausen belagert und diente bis 1636 als deren Quartier. Die Vorburg und die dort befindlichen Gebäude, einschließlich des mittelalterlichen Halbturms, wurden bei dem Abzug der Truppen durch einen Brand zerstört.
Im 17. Jahrhundert vollzog sich der Wandel von einer Burganlage hin zu einem vorwiegend auf Repräsentation ausgerichteten Schloss. Durch die Verlegung der Bentheimischen Residenz von Rheda nach Hohenlimburg zwischen 1729 und 1756 kam es unter Graf Moritz Casimir I. von Bentheim-Tecklenburg zum Ausbau des Schlosses als Residenz und zur Anlage von Gärten im spätbarocken Stil.
Dennoch zählte Schloss Hohenlimburg noch im Siebenjährigen Krieg zu den Festungen im preußischen Einflussgebiet. 1762 kam es zu einer Kanonade durch Truppen des Herzogs von Braunschweig-Hannover. Damals war das Schloss von französischen Einheiten besetzt.
Der Wehrgang des Schlosses war im August 2005 Denkmal des Monats in Westfalen-Lippe. Das Schloss firmiert seit 2005 als gemeinnützige GmbH. Es ist heute im Besitz von Maximilian Prinz zu Bentheim-Tecklenburg.

## Sehenswertes
Heute sind die Vorburg und Hauptburg und insbesondere der Palas, die Torhäuser, die Ringmauern und der Bergfried aus dem 13. und 14. Jahrhundert sowie verschiedene Wohn- und Arbeitsgebäude vom 16. bis 18. Jahrhundert erhalten.

## Die Schwarze Hand
Ein berühmtes Ausstellungsstück ist die absichtlich mumifizierte „Schwarze Hand“, die heute im Rahmen einer Ausstellung im Schlossturm der Öffentlichkeit zugänglich ist. Einer Legende nach ließ Graf Dietrich von Isenberg-Limburg seinem Sohn diese Hand abschlagen, weil dieser seine Mutter geschlagen hatte. Tatsächlich handelt es sich um ein mittelalterliches oder frühneuzeitliches Leibzeichen (hier: eine Totenhand), das man z. B. Mordopfern zur Beweissicherung abtrennte. Abgeschlagene Hände waren aber auch Zeichen für einen Burgfrieden, der z. B. nach Fehden zwischen den Parteien geschlossen wurde. Solche Rechtsverträge sind auch für die Limburg im Spätmittelalter einige Male urkundlich belegt. Der Fundort der „Schwarzen Hand“, das alte Archiv des 1811 durch einen Blitzschlag zerstörten Turms, spricht für beide Thesen. Eine Radiokarbondatierung ergab, dass die Hand aus dem 16. Jahrhundert stammt. Ermittelt wurde das Jahr 1546 plus/minus 60 Jahre, eine genauere Datierung ist nicht möglich. Wissenschaftler fanden heraus, dass es sich um eine rechte Hand handelt, wahrscheinlich die eines erwachsenen Mannes. Alle Fingerendglieder fehlen sowie ein Teil der Handwurzelknochen. Ein Rest Kordel am Daumen deutet nach Auffassung des Forschers auf eine ältere Etikettierung hin. Nicht gefunden haben die Wissenschaftler Hackhiebe, Schnitte, Krankheiten oder Geschwüre. Das weist eher darauf hin, dass es die Hand eines Opfers, nicht eines Täters ist.

## Schlossgarten Hohenlimburg

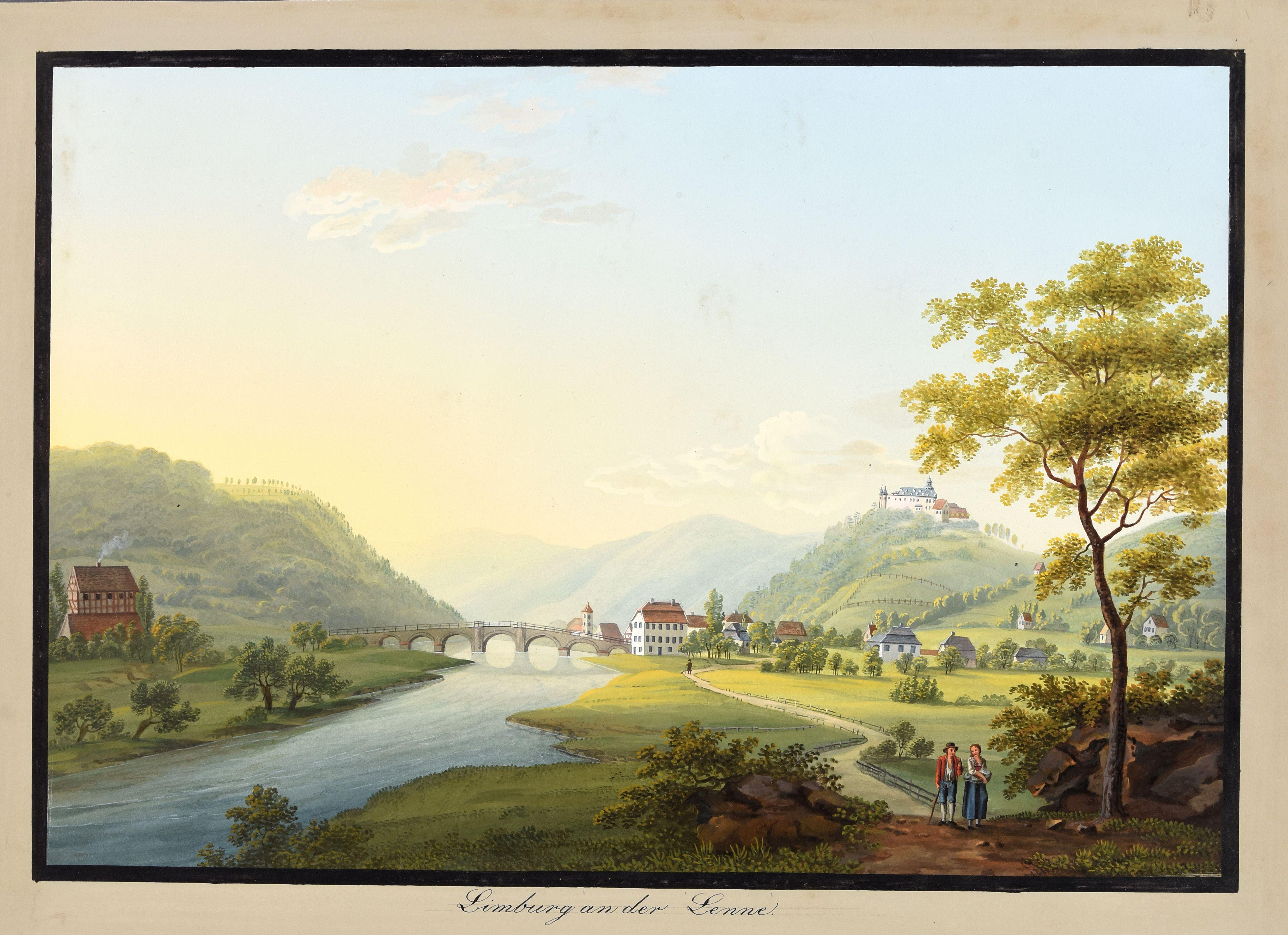
Bleuler, Hohenlimburg, um 1810

Der Schlossgarten Hohenlimburg ist eine historische Gartenanlage aus dem Jahr 1730, der im Rahmen der Besichtigung zugängig ist. Der barocke Höhengarten liegt am Westhang des Burgbergs unterhalb von Schloss Hohenlimburg. Graf Moritz Casimir I. von Bentheim-Tecklenburg ließ denn Garten nach dem Vorbild eines französischer Barockgärten gestalten. Seit 2000 wurden Wiederherstellungsarbeiten begonnen, unterstützt durch Vereine und Stiftungen. Heute umfasst der Garten Zier- und Nutzgärten, darunter einen kleinen Weinberg und eine Streuobstwiese. Der Garten ist seit 2007 für Besucher geöffnet und wird für kulturelle Veranstaltungen genutzt.

## Die Schlosskanonen
Die Schlosskanonen von Hohenlimburg, die auf der Vorburg zu sehen sind, wurden zwischen 1996 und 2000 restauriert und neu lafettiert. Die Untersuchung ergab, dass es sich um Schiffsartillerie handelt, die ursprünglich in Frankreich und Schweden produziert wurde. Zwei Kanonen stammen aus der Zeit der Französischen Revolution, während eine andere vermutlich im 17. Jahrhundert in Schweden hergestellt wurde. Die Kanonen wurden nach der Restaurierung auf neue Lafetten nach dem System Gribeauval von 1808 montiert. Diese Kanonen gelten heute als bedeutende historische Artefakte und sind auf Schloss Hohenlimburg ausgestellt.

## Besichtigungsmöglichkeiten

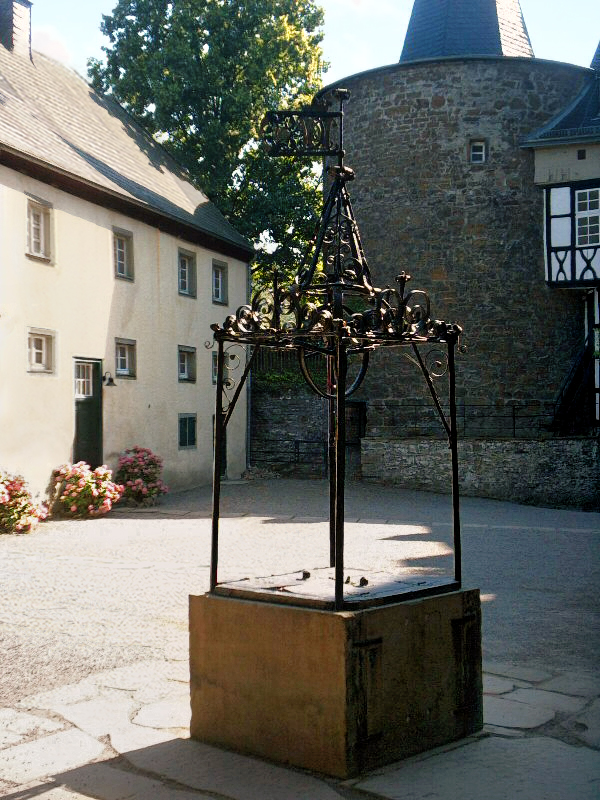
Bergfried und Brunnen

Maximilian zu Bentheim-Tecklenburg erklärte am 7. Dezember 2019, dass die Öffnung des Schlosses an eine Verantwortung gekoppelt ist, die er nicht alleine tragen möchte. Er schlug eine Public-Private-Partnership vor, bei der die öffentliche Hand die Kosten für Pflege und Verkehrssicherung übernehmen sollte, während die Organisation beim Fürstenhaus verbleibt. Dieses Modell sollte das Schloss Hohenlimburg beleben und langfristig sichern.
Im Jahr 2022 hat Schloss Hohenlimburg ein neues Drehkreuz eingeführt, das Besuchern den Zugang zur Anlage ermöglicht. Gegen eine Gebühr von vier Euro pro Person können Besucher täglich von 10 bis 17 Uhr den Kanonenplatz, den Schlossinnenhof, den Wehrgang und den Garten betreten, jedoch nicht die Innenräume des Schlosses selbst. Diese Maßnahme wurde größtenteils durch das Förderprogramm „Neustart Kultur“ finanziert. Seit 2024 ist auch die Ausstellung „Schwarze Hand“ Teil des Besucherrundgangs. Der Eintritt wird demnächst auf 6 € erhöht.
Zusätzlich zu den regulären Öffnungszeiten werden Führungen angeboten. Jeden Sonntag im Sommer findet um 15 Uhr eine Familienführung und um 16 Uhr eine allgemeine Schlossführung statt. Auch Nachtwächterführungen mit Rainer Scholz sind regelmäßig im Programm, bei denen Besucher interessante Anekdoten und historische Details über das Schloss erfahren können.

## Entwicklung des Schlossmuseums

### Heimatmuseum
Die Geschichte des Museums Hohenlimburg begann mit der Gründung des „Vereins für Orts- und Heimatkunde Hohenlimburg“ am 20. Oktober 1920 durch Hermann Esser (1875–1935). Unter seiner Leitung wurde am 20. November 1927 das „Museum Hohenlimburg“ ins Leben gerufen, zunächst in einem Zimmer an der Freiheitstraße 7. Die Sammlung wuchs kontinuierlich, bis schließlich das gesamte Gebäude genutzt wurde.
1947 wurde beschlossen, die bedeutende Sammlung in das Schloss Hohenlimburg zu verlegen. Ein Mietvertrag mit dem Fürstenhaus Bentheim-Tecklenburg wurde geschlossen, und 1949 eröffnete das Museum im Schloss seine Tore. Die Verantwortung lag zunächst beim Heimatverein, der das Museum sechs Jahre lang führte. Nach dieser Periode übergab der Verein das Museum an die Stadt Hohenlimburg. Unter der Leitung von Dr. Wilhelm Bleicher, ab 1975 Museumsleiter, erlangte das Museum weiter an Renommee. 1986 zählte es mehr als 23.000 Besucher.
Ab den 1980er Jahren begann der schleichende Verfall des Museums: Exponate gingen verloren oder wurden demontiert, wie das Hohenlimburger Stadtmodell, das schließlich entsorgt wurde. Ab 2006 erlebte Schloss Hohenlimburg eine Wiederbelebung mit zahlreichen neuen Initiativen unter der Leitung von Maximilian Prinz zu Bentheim-Tecklenburg und Albrecht Wrede. Es wurden Renovierungsarbeiten durchgeführt, der Fürstensaal als Standesamt gewidmet, ein Museumsshop eingerichtet und Kooperationen mit anderen Institutionen gestartet. Das Deutsche Kaltwalzmuseum im Alten Palas ergänzte das kulturelle Angebot.
Besonders die Förderung durch die NRW-Stiftung 2004 war entscheidend für die Entwicklung des Schlosses. Drei Vereine erhielten bedeutende Zuschüsse für Renovierungsarbeiten und Projekte.
Am 27. Januar 2005 wurde die Schloss Hohenlimburg gemeinnützige GmbH gegründet, um das Schloss langfristig zu sichern und zu betreiben. Gesellschafter waren u. a. die genannten Vereine, und Julia Dettmann übernahm die Geschäftsführung.
Seit Anfang 2005 präsentiert das Schlossmuseum vor allem „höfische Wohnkultur“ sowie die Geschichte der Grafen und Fürsten zu Bentheim-Tecklenburg. Aufgrund einer Förderung stand Schloss Hohenlimburg 2015 vor umfangreichen Umbauarbeiten und einer Neuausrichtung unter Fürst Maximilian zu Bentheim-Tecklenburg. Ein Teil der bisherigen Ausstellungen wurde entfernt, um Platz für Wanderausstellungen zu schaffen. Das Schloss sollte künftig weniger musealen Charakter haben und verstärkt als Event-Schloss fungieren. Besondere Aufmerksamkeit liegt seither auf dem umgestalteten Restaurant mit einer neuen Catererküche für Veranstaltungen wie Hochzeiten und Firmenevents.

### Drehkreuzanlage ermöglicht Zutritt zum Schloss
Seit September 2022 ermöglicht ein Drehkreuz-Besuchereingang am Schloss Hohenlimburg Besuchern nun für vier Euro den Zugang zur gesamten Schlossanlage, einschließlich Innenhof und Wehrgang. Die Bezahlung erfolgt entweder bar oder per Karte. Das Schloss ist täglich von 10 bis 17 Uhr geöffnet.

### Ausstellung „Schwarze Hand“

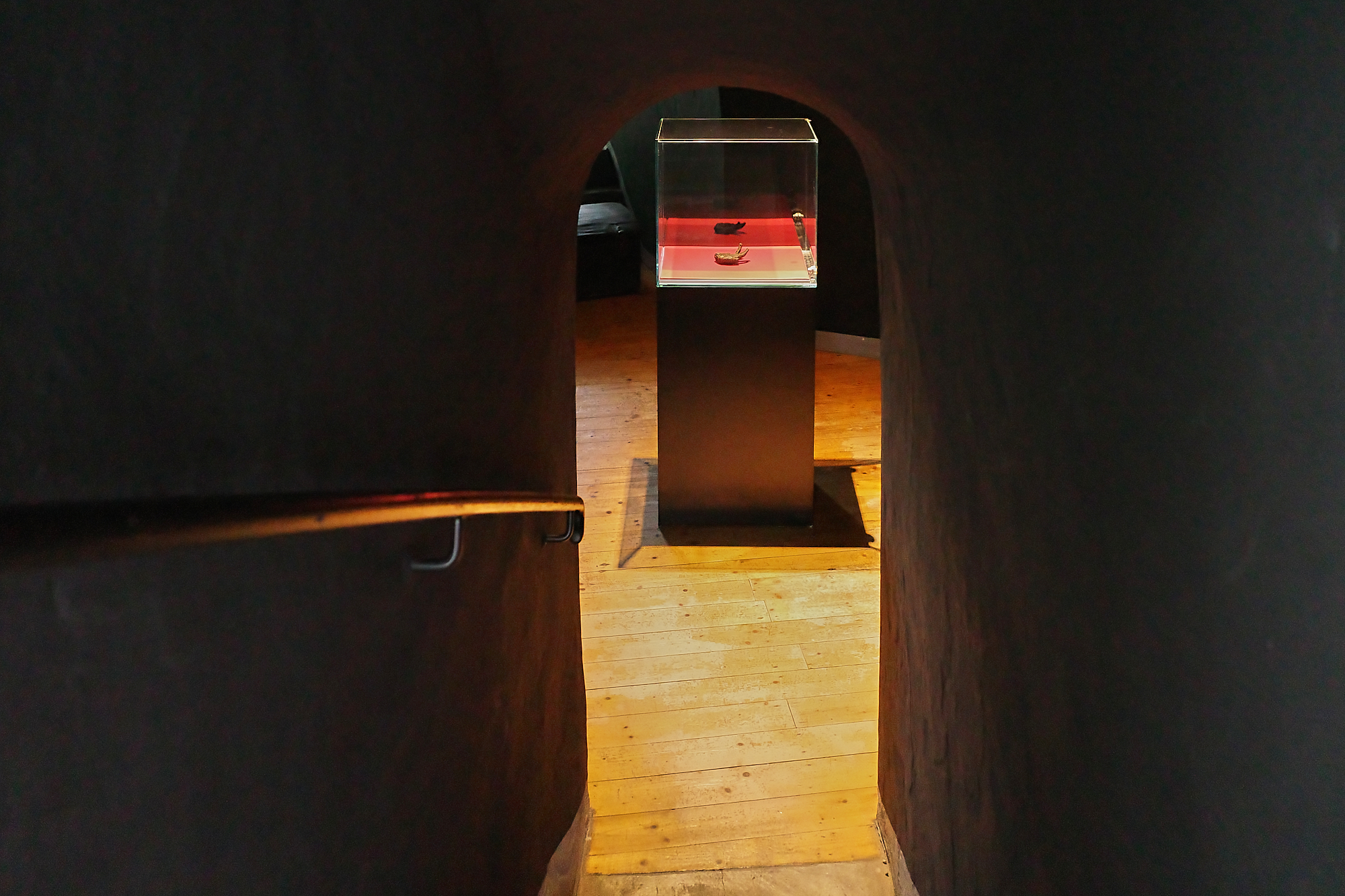
Ausstellung „Schwarze Hand“

Die „Schwarze Hand“ im Bergfried von Schloss Hohenlimburg ist seit Juli 2024 ohne Führung zugänglich. Das berühmte Ausstellungsstück, präsentiert auf rotem Stoff in einer neuen Vitrine, kann während der Schlossöffnungszeiten besichtigt werden. Die Wände des Bergfrieds sind pechschwarz gestrichen, um den Gruselfaktor zu erhöhen. Neue Informationstafeln und QR-Codes bieten zusätzliche Details und Videos. Besucher können für vier Euro das Außengelände, den Innenhof, den Wehrgang und den Bergfried betreten. Im Laufe des Jahres wird der Eintrittspreis wegen der neuen Ausstellung auf sechs Euro erhöht.

## Deutsches Kaltwalzmuseum
Das Deutsche Kaltwalzmuseum wurde 1988 eröffnet, um die Geschichte des Kaltwalzens auf Schloss Hohenlimburg zu präsentieren. Im Jahr 2004 entstand die Schloss Hohenlimburg gGmbH mit den Gesellschaftern Fürstenhaus zu Bentheim Tecklenburg, Förderverein Kaltwalzmuseum, Heimatverein Hohenlimburg und Schlossspielverein, unterstützt von der NRW-Stiftung. Nach anfänglich mietfreier Nutzung kündigte der Förderverein 2016 den Vertrag mit der Schloss Hohenlimburg gGmbH aufgrund sinkender Besucherzahlen und angeblich fehlender Konzepte. In einem Rechtsstreit entschied das Landgericht Hagen 2016 zugunsten des Fördervereins, dessen Kündigung als wirksam erklärt wurde und der keine rückwirkenden Mietzahlungen leisten musste. Die Förderung der NRW-Stiftung in Höhe von 200.000 Euro für das Hohenlimburger Kaltwalzmuseum musste rückabgewickelt werden. Die Exponate wurden 2017 ins Hagener Freilichtmuseum verlegt, wo mit 375.000 Euro Fördermitteln ein Neustart ermöglicht wurde. Die Eröffnung der neuen Ausstellung im Haus Letmathe, finanziert u. a. durch 275.000 Euro aus dem Landesprogramm „Heimatzeugnis“ und 100.000 Euro von der NRW-Stiftung, erfolgte im April 2024.